# Francesco Tironi

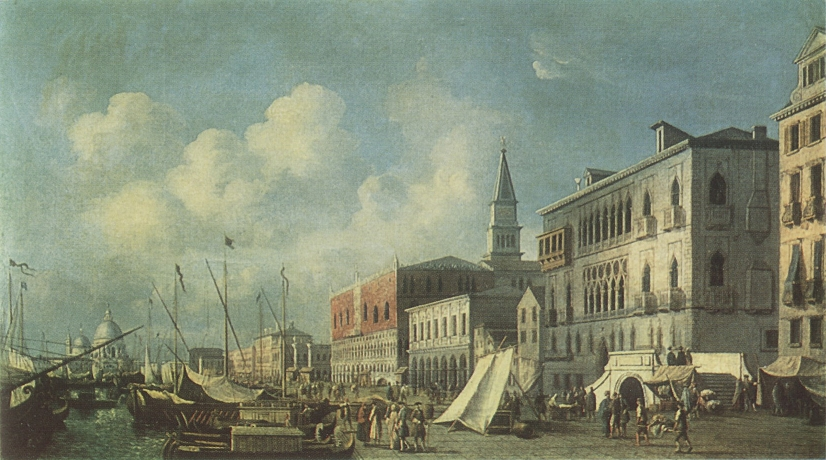
Francesco Tironi, Riva degli Schiavoni.

Francesco Tironi (fl. XVIII secolo) è stato un pittore italiano, attivo a Venezia nella seconda metà del Settecento.

## Biografia
Della sua biografia si conosce assolutamente poco. Nulla si sa della sua nascita e tanto meno della morte; l'unica testimonianza in proposito è quella di Giannantonio Moschini che nel 1806, commentando i suoi disegni sui porti e le isole di Venezia, scriveva: «È da compiangersi il nostro Francesco Tironi, che morto sia in troppo fresca età da qualche anno». La critica recente dubita fortemente che a lui si riferisca un necrologio del 28 febbraio 1797 riguardante un Francesco Tironi quondam domino Matteo dalla Brazza.